# Мастанабал
Мастанабал (*д/н — 146/140 до н. е.) — співцар Нумідії в 148—146/140 роках до н. е.

## Життєпис
Син царя Масинісси I. Згідно Тита Лівія, отримав грецьку освіту. також є свідчення, що Мастанабал брав участь у перегонах на колісницях на Панафінейських іграх.
148 року до н. е. після смерті Масинісси Публій Корнелій Сципіон Еміліан відповідно до заповіту останнього розділив владу в Нумідії між Мастанабалом та його братами Гулусою і Міціпсою чим послабив царство.
Мастанабал, що «відрізнявся справедливістю», отримав судові справи. Поме між 146 та 140 роками до н. е., згідно Саллюстія — від якоїсь хвороби. Його сина Югурту всиновив брат Міціпса, інший син Гауда спадкував власне майно Мастанабала.